# Mitsubishi J2M
Die Mitsubishi J2M Raiden (dt.: Donnerschlag, alliierter Codename: Jack) war ein Abfangjäger des japanischen Herstellers Mitsubishi, der während des Zweiten Weltkriegs von den Kaiserlich Japanischen Marineluftstreitkräften eingesetzt wurde.

## Geschichte
Die Raiden stand in Japan für einen radikalen Wandel der Prioritäten bei der Konstruktion von einsitzigen Jagdflugzeugen, da hier zum ersten Mal der Geschwindigkeit und der Steigleistung der Vorzug vor der bis dahin als unabdingbar angesehenen großen Wendigkeit eingeräumt wurde. Die Maschine war ebenfalls das erste japanische Jagdflugzeug, das von Beginn an ausschließlich als Abfangjäger vorgesehen war. Unter der Werksbezeichnung M-20 begann Anfang 1940 die Entwicklung als Teil des 14-Shi-Programms unter der Leitung des Konstrukteurs Jirō Horikoshi. Der als Antrieb gewählte Sternmotor Mitsubishi Kasei (Mars) erhielt zur Reduzierung des Luftwiderstands eine lange Verkleidung mit einem relativ kleinen kreisförmigen Lufteinlass. Dadurch wurde eine Zwangsbelüftung über ein Lüfterrad und eine Fernwelle zwischen Motor und Propeller notwendig. Die Tragflächen erhielten ein Laminarprofil und sogenannte „Kampfklappen“ zur Auftriebserhöhung bei geringem Widerstand. Die Frontscheibe der Cockpithaube war aus aerodynamischen Gründen extrem flach gehalten. Bei der Konstruktion der Zellenstruktur kamen in großem Maße geschmiedete Teile zum Einsatz.
Unter der Bezeichnung J2M1 startete der mit einem 1460 PS leistenden MK4C Kasei 13 ausgerüstete Prototyp am 20. März 1942 zu seinem Erstflug. Als Propeller kam ein Dreiblatt-Verstellpropeller von VDM zum Einsatz. Die Beurteilung durch die Testpiloten des Herstellers waren durchgehend positiv, jedoch bemängelte man besonders die schlechte Sicht nach vorne infolge der stark gekrümmten Frontscheibe. Im Juni und Juli 1942 führten Piloten der Marine auf dem Suzuka-Marineflugplatz eine eingehende Erprobung durch, wobei neben den Sichtverhältnissen auch die nicht den Anforderungen entsprechenden Flugleistungen kritisiert wurden. Nach drei fertiggestellten J2M1 wechselte man zu einem leistungsgesteigerten Kasei 23a mit Methanol-Wasser-Einspritzung, der eine Startleistung von 1820 PS abgab.
Nachdem diese Ausführung zusätzlich eine geänderte plane Frontscheibe, ein höheres Cockpit und einen Vierblattpropeller erhalten hatte, wurde sie von der Marine im Oktober 1942 als J2M2 Raiden Modell 11 eingeführt. Die weitere Erprobung zeigte jedoch immer noch eine Vielzahl von Unzulänglichkeiten auf, wozu Triebwerksvibrationen und eine übermäßige Rauchentwicklung gehörten. Die zweite und die zehnte Serienmaschine stürzten aus zunächst ungeklärten Gründen ab. Eine eingehende Unfalluntersuchung ergab, dass beim Einfahren des Fahrwerks die Spornradstrebe auf die Drehwelle des Höhenleitwerks drückte und diese die Steuersäule nach vorn drückte. Weitere Maschinen brachen in der Luft auseinander, was durch Verbesserungen der Motoraufhängung behoben werden sollte. Im Dezember 1943 erhielt die erste Einsatzeinheit die Raiden, um die Piloten mit diesem Muster vertraut zu machen. Zu diesem Zeitpunkt war die Produktion der J2M3 Raiden 21 mit verbesserter Bewaffnung schon angelaufen. Mit vier schnell feuernden 20-mm-Type99-II-Kanonen in den Tragflächen erhielt das Muster die Bezeichnung J2M3a. Mit einer neuen – im Juni 1944 eingeführten – stärker nach oben gewölbten Cockpitabdeckung wurde aus den J2M3 und J2M3a die J2M6 Raiden 31 und J2M6a Raiden 31a.
Bei dem Versuch, die Fähigkeiten der Raiden als Höhen-Abfangjäger zu verbessern, erhielten zwei Prototypen Abgasturbolader und flogen zum ersten Mal im August 1944 als J2M4 Raiden 32. Die Bewaffnung wurde durch zwei im hinteren Rumpfbereich schräg eingebaute 20-mm-Kanonen ergänzt, ähnlich der Installation der „Schrägen Musik“, wie dies 1944 auch bei deutschen Nachtjägern durchgeführt wurde. Schwierigkeiten mit dem Turbolader führten zur Aufgabe der J2M4 zugunsten der J2M5, bei der ein mechanischer Lader am nun verwendeten MK4U-A-Kasei-26a-Triebwerk zum Einsatz kam. Die J2M5 erhielt lediglich zwei 20-mm-Kanonen, erzielte dafür aber mit 610 km/h (381 mph) eine höhere Geschwindigkeit und bessere Steigleistungen gegenüber den vorhergehenden Versionen. Zwar lief die Serienproduktion der J2M4 unverzüglich an, doch konnten infolge eines Mangels an Triebwerken nur zwischen 30 und 40 Maschinen fertiggestellt werden. Diese wurden sofort an Einsatzverbände ausgeliefert, wo sie sich als die am besten geeigneten Abfangjäger gegen die B-29 bewährten.
Nach der Eroberung von Iwo Jima durch die US-amerikanischen Streitkräfte wurden die B-29 jedoch von neuen P-51 begleitet. Die Raiden kämpfte von da an gegen die Begleitjäger und überließ die Bomber der Flak und anderen Abfangjägern, wie der Ki-45 Toryu „Nick“.
Den J2M-Verbänden, die Japan 1944–1945 gegen die Bomber der USAAF verteidigten, wurden insgesamt 676 Abschüsse angerechnet.

## Technische Daten
| Kenngröße             | Daten der J2M3                                                                       |
| --------------------- | ------------------------------------------------------------------------------------ |
| Besatzung             | 1                                                                                    |
| Länge                 | 9,95 m                                                                               |
| Spannweite            | 10,82 m                                                                              |
| Flügelfläche          | 20,05 m²                                                                             |
| Flügelstreckung       | 5,8                                                                                  |
| Höhe                  | 3,95 m                                                                               |
| Antrieb               | ein Sternmotor Mitsubishi MK-4R-A Kasei 23a mit einer Leistung von 1820 PS (1340 kW) |
| Höchstgeschwindigkeit | 595 km/h in 5900 m Höhe                                                              |
| Reichweite            | 1055 km                                                                              |
| Dienstgipfelhöhe      | 11.700 m                                                                             |
| Bewaffnung            | vier 20-mm-Kanonen und bis zu zwei 60-kg-Bomben                                      |
| max. Startmasse       | 3945 kg                                                                              |

## Bewaffnung
- vier 20-mm-Kanonen Art 99-2, zwei in jeder Tragfläche
- zwei 60-kg-Bomben oder zwei 200-Liter-Zusatztanks